# Bandoloncelo
O bandoloncelo (do italiano mandoloncello) é um instrumento musical a plectro da família do bandolim, da qual é o  mais grave.
Atualmente, o bandoloncelo é mais usado nas orquestras específicas de cordofones, especialmente as orquestras de bandolim. Ao contrário de outros instrumentos de tessitura grave, como o violoncelo, da família dos violinos, o bandoloncelo é raramente usado como solista, sendo mais utilizado no acompanhamento ao bandolim ou à bandola.

## História
Como na maioria dos outros instrumentos da família do bandolim, o bandoloncelo tem como origem a Europa. Os bandolins evoluíram da família do alaúde na Itália durante os séculos XVII e XVIII.
A primeira evidência de bandolins de cordas de metal modernos vem da literatura sobre músicos italianos populares que viajaram pela Europa ensinando e dando concertos. Notáveis são o signor Gabriele Leone , Giovanni Battista Gervasio , Pietro Denis, que viajou muito entre 1750 e 1810.

## Configurações de construção
- Tampo:		Tília, Pinho (Abeto)
- Ilhargas e costas:		Mogno, Cedro
- Braço:		Choupo, Mogno, Cedro
- Escala:		Panga Panga, Pau Santo, Ébano
- Mecanismo de afinação:		Carrilhão, Afinadores individuais

## Afinação
A afinação geral dos cursos é em quintas como um bandolim, mas começando no baixo C. Pode ser descrito como sendo para o bandolim o que o violoncelo é para o violino. É tocado como um bandolim ou uma guitarra, possuindo quatro cordas afinadas como cada par de cordas do bandolim: sol, ré, lá, mi (de grave para agudo). 
É comum, os cursos de 2 cordas adjacentes são duplicados (afinados no mesmo tom). A afinação de bandoloncelo padrão de C2 C2 • G2 G2 • D3 D3 • A3 A3 é equivalente à do violoncelo :
quarto (tom menor) claro : C2 (65,4064 Hz )
terceiro curso : G2 (97,9989 Hz )
segundo curso : D3 (146,832 Hz )
primeiro (tom mais alta) é claro : A3 (220.000 Hz )
O intervalo médio, é de cerca de três oitavas e meia, com o intervalo exato dependendo do número de trastes do instrumento individual: de duas oitavas abaixo do dó médio até Ré # 5 / Eb5, na oitava acima dó médio, (com 18 trastes), até A5, com 24 trastes.
Em instrumentos de 10 cordas / 5 cursos, um par de cordas adicional, colocado acima do primeiro curso, é afinado no E3 E3, adicionando uma meia oitava adicional ou mais à faixa superior.

## Notáveis bandocelistas
- Steve Knightley
- Geoff Goodman
- Patterson Hood,
- Bryn Haworth
- John Nagy
- David Grisman
- Mike Marshall
- Rick Nielsen
- Richie Sambora